# Episodi di Deadwood (prima stagione)
La prima stagione della serie televisiva Deadwood, composta da 12 episodi, è stata trasmessa sul canale statunitense HBO dal 21 marzo al 13 giugno 2004. 
In Italia, la stagione è andata in onda in prima visione assoluta sul canale satellitare Fox dal 4 maggio 2005. È stata trasmessa in chiaro dal 16 luglio 2006 su LA7.
Durante questa stagione esce dal cast principale Keith Carradine.
| nº | Titolo originale                 | Titolo italiano                 | Prima TV USA   | Prima TV Italia |
| -- | -------------------------------- | ------------------------------- | -------------- | --------------- |
| 1  | Deadwood                         | Deadwood: una città senza legge | 21 marzo 2004  | 4 maggio 2005   |
| 2  | Deep Water                       | Acque profonde                  | 28 marzo 2004  |                 |
| 3  | Reconnoitering the Rim           | L'intermediario                 | 4 aprile 2004  |                 |
| 4  | Here Was a Man                   | Ultima partita a poker          | 11 aprile 2004 |                 |
| 5  | The Trial of Jack McCall         | Il processo                     | 18 aprile 2004 |                 |
| 6  | Plague                           | Il vaccino                      | 25 aprile 2004 |                 |
| 7  | Bullock Returns to the Camp      | Ritorno a Deadwood              | 2 maggio 2004  |                 |
| 8  | Suffer the Little Children       | Una lezione troppo dura         | 9 maggio 2004  |                 |
| 9  | No Other Sons or Daughters       | Trattato con i Sioux            | 16 maggio 2004 |                 |
| 10 | Mister Wu                        | Giustizia sommaria              | 23 maggio 2004 |                 |
| 11 | Jewel's Boot Is Made for Walking | Uno stivale per Jewel           | 6 giugno 2004  |                 |
| 12 | Sold Under Sin                   | La resa dei conti               | 13 giugno 2004 |                 |